# Berwick, Louisiana
Berwick är en ort i St. Mary Parish i delstaten Louisiana, USA.